# Echeveria steyermarkii
Echeveria steyermarkii là một loài thực vật có hoa trong họ Crassulaceae. Loài này được Standl. miêu tả khoa học đầu tiên năm 1944.